# Luh, Jovkva
Luh (în ucraineană Луг) este un sat în comuna Potelîci din raionul Jovkva, regiunea Liov, Ucraina.

## Demografie
Componența lingvistică a localității Luh
     Ucraineană (100%)
Conform recensământului din 2001, toată populația localității Luh era vorbitoare de ucraineană (100%).